# Млечен път
Млечният път пренасочва насам.  За други значения вижте Млечният път (пояснение).
Млечният път (на латински: Via Lactea, на гръцки: γαλαξίας κύκλος) е спиралната галактика, в която се намира Слънчевата система. Има лещовидна форма, а Слънцето е близо до галактичната равнина. За земния наблюдател звездите от тази равнина се сливат в светла млековидна ивица на небето, откъдето идва и наименованието.
Млечният път е галактика 100 000 – 120 000 светлинни години в диаметър, която съдържа около 100 – 400 милиарда звезди. Слънчевата система се намира на около 27 000 светлинни години от центъра на галактиката, на вътрешния ръб на спираловидно образувание от концентриран газ и прах, наречено ръкав на Орион. В самия център се намира интензивен радиоизточник на име Стрелец A*, който най-вероятно представлява свръхмасивна черна дупка. Най-старата известна звезда в Галактиката е поне на 13,2 милиарда години. Заобиколен от няколко по-малки галактики спътници, Млечният път е част от галактичния куп, наречен Местна група, който на свой ред е част от галакатичния свръхкуп Дева.

## Легенди
Българското народно име на Млечния път е Кумова слама или просто Сламата, като легендата е свързана с кражбата на слама от кума, смятано от народа за голям грях и поради това отпечатано завинаги на небето.
Легендата разказва, че през една зима, когато наваляло много сняг, на един беден човек не му останало нищо и той решил да открадне слама от кума си, за да не гладуват воловете му. Кошът, в който слагал сламата, обаче се оказал пробит и оставил диря, по която бил разкрит. В някои варианти на легендата ангел слиза от небето и го пита защо просто не е помолил кума си за сламата, а е решил да я открадне, след което казва: „Нека тая крадена слама се запали и никога да не угасне.“ Така всички ще си спомнят за случилото се и ще знаят, че от кум не се краде.
Според древногръцката легенда Зевс решил да направи безсмъртен сина си Херакъл, роден от смъртната Алкмена. Зевс изпратил Хермес да вземе новороденото бебе и да го доведе на Олимп. По това време Хера — жената на Зевс, спяла под една магнолия. Хермес се възползвал от положението и тихо сложил бебето до Хера, за да може Херакъл да суче от гърдата ѝ божествено мляко. Хера обаче се събудила, видяла, че това не е нейното дете, и го отблъснала. Силна струя мляко бликнала от гърдата ѝ и образувала Млечния път.

## Характеристики

### Размер и маса
Диаметърът на Млечния път е около сто хиляди светлинни години (30 килопарсека или 9x1017 км), а централният му диск от стари звезди има диаметър, приблизително равен на десет хиляди светлинни години (9x1015km). Дебелината му е около 1000 светлинни години (0.3 kpc). За сравнение, ако диаметърът на Млечния път беше сто метра, диаметърът на Слънчевата система би бил около един милиметър.
Оценките за масата на нашата Галактика варират в зависимост от метода и използваните данни. Смята се, че нейната маса е между 4x1011 и 4x1012 Слънчеви маси (M☉). Измервания от 2010 г. дават оценка за масата 7×1011 M☉, съизмерима с тази на галактиката Андромеда. Само 10% от материята на Млечния път е във формата на звездна материя, а за останалите 90% се предполага, че са съставени от тъмна материя. Изчислено е, че съдържа от 100 до 400 милиарда звезди, като точният брой зависи от броя звезди с малка маса. Доста по-плътен диск от газ се простира извън звездния диск. Скорошни наблюдения показват, че газовият диск на Млечния път има дебелина от около 12000 светлинни години. Ареолът на Галактиката се простира навън, но е ограничен от орбитите на двата сателита на Млечния път – Големият и Малкият Магеланов облак.

### Възраст
Не е известно точно кога се е образувал Млечният път, но възрастта на най-старата открита звезда в Галактиката е около 13,2 млрд. години, приблизително колкото възрастта на Вселената. Тази преценка се основава на изследвания, направени през 2004 г. от Лука Паскини, Пиеркарло Бонифацио, София Рандич, Даниел Гали и Рафаел Г. Гратън. Екипът е използвал UV-визуално разграфен спектрограф на огромен телескоп, за да измери за първи път берилиевото съдържание в две звезди в кълбовидния звезден куп NGC 6397.
Това им позволило да заключат, че изминалото време между появата на първото поколение звезди в Галактиката и появата на звездите от първото поколение в звездния куп е около двеста-триста милиона години. Като включили и приблизителната възраст на звездите в звездния куп (13,4 ± 0,8 млрд. години), те изчислили приблизителната възраст на най-старите звезди в Млечния път на 13,6±0,8 млрд. години. Основавайки се на тази нова технология, излиза, че дискът на Млечния път се е формирал в периода от 6,5 до 10,1 млрд. години.

### Скорост
Според теорията на относителността не може да се говори за абсолютна скорост на който и да е космически обект, тъй като не съществува една-единствена инерциална отправна система, чрез която да се определи движението на Галактиката (всяко движение трябва да се отнася спрямо друг обект).
Много астрономи смятат, че Млечният път се движи с около 600 км/с спрямо близките галактики. Оценките за скоростта се колебаят в широки граници — между 130 км/с и 1000 км/с. Ако Галактиката се движи със скорост 600 км/с, това означава, че Земята изминава 51,84 млн. километра на ден, или повече от 18,9 млрд. километра годишно. Това разстояние е приблизително 4,6 пъти по-голямо от разстоянието между Земята и Плутон. Изглежда, че Галактиката се движи към съзвездието Хидра, и има вероятност да стане част от галактичния свръхкуп Дева.
Спрямо реликтовото излъчване движението на Галактиката има различна скорост: 552 км/с. Това може да бъде определено и наблюдавано от спътник като COBE и WMAP. В равновесно положение фотоните стават сини (компресират се) по посока на движението и червени (раздалечават се) в обратната посока.

## Устройство и състав
Това е вероятен изглед на нашата галактика. Наблюдения от телескопа „Спитцър“ през 2005 г. подкрепят доказателствата, че Млечният път е пресечена спирална галактика. Тя се състои от пръчковидна зона около ядрото, обгърната от газов диск, звезден прах и звезди. В региона на диска има няколко ръкавни структури, които са под формата на логаритмична спирала навън. Разпределението на масата в Галактиката е много близко до класификацията на Хъбъл за спирална галактика със сравнително слабо извити ръкави (Sbc). През 1970 г. се предполага, че Млечният път е от типа SAB(rs)bc, където „rs“ показва структура на разкъсан пръстен около района на ядрото. Едва през 80-те години на XX век астрономите предполагат, че Млечният път е пресечена спирала, а не обикновена, като наблюденията през 2005 г. го потвърждават. пак тогава става ясно, че централната ивица на Галактиката е по-дълга от очакваното. Това предполага класификация от типа SBbc (слабо завита пресечена спирала).

### Галактичен диск
По оценки на учените, галактическият диск, издаден от галактическия център в различни посоки, има диаметър между 70 и 100 хиляди светлинни години.
Oще през 80-те години на XX век астрономите изказват предположение, че Млечният път се явява пресечена спирална галактика, а не обикновена спирална галактика. Това предположение се потвърждава през 2005 г. от космическия телескоп, носещ името на Лайман Спитцър, който показва, че централната част на нашата Галактика е по-голяма, отколкото се е смятало по-рано.
В сравнение с халото, дискът се върти значително по-бързо. Скоростта на въртене е различна на различно разстояние от центъра. Тя се увеличава от 0 км/с в центъра до 240 км/с на разстояние 2000 светлинни години от него, след което намалява незначително, увеличава се отново до около 200 – 240 км/с, а след това остава постоянна. Изучаването на особеностите на въртене на диска позволява да се изчисли неговата маса, която се оказва 150 милиарда пъти масата M☉ на Слънцето.
В близост до равнината на диска са концентрирани млади звезди и звездни купове, чиято възраст не превишава няколко милиарда години. Сред тях са много ярки и горещи звезди. Газът в диска също е съсредоточен в близост до равнината на диска. Газът е разпределен неравномерно, като образува многочислени газови облаци с различни размери — от един парсек до няколко хиляди светлинни години.

### Галактичен център
Центърът на Галактиката се намира в съзвездието Стрелец (α = 265°, δ = −29°)
Разстоянието от Слънцето до центъра на галактиката е изчислено на 26 000 – 28 000 светлинни години (8.0 – 8.6 kpc). В самия център има плътно струпване с грубо сфероидна форма, състоящо се от стари звезди в . Галактическият център е масивен и интензивен радиоизточник с доста голяма маса (наречен Стрелец А), за който се смята, че е супермасивна черна дупка. За повечето галактики се смята, че имат такава в центъра си.
За пресечката на галактиката се смята, че е дълга около 27 000 светлинни години, като минава през центъра ѝ под ъгъл от 44±10' спрямо линията от Слънцето към центъра на галактиката. Пресечката е съставена главно от червени звезди, за които се смята, че са доста стари. Тя е заобиколена от пръстен, наречен „5-kpc (килопарсеков) пръстен“, който съдържа голяма част от молекулярния водород в галактиката, както и по-голямата част от звездообразуващата активност в Млечния път. Погледнат от Андромеда, би трябвало да е най-светлата част от галактиката ни.

### Спирални ръкави
| Цвят              | Ръкави                                         |
| ----------------- | ---------------------------------------------- |
| синьозелен (циан) | 3-kpc и ръкав Персей                           |
| виолетов          | Ръкави Норма и Лебед (С новооткрито удължение) |
| зелен             | Ръкав Щит-Южен кръст                           |
| розов             | Ръкави Кил и Стрелец                           |
| оранжев           | Ръкав Орион (в който е Слънчевата система)     |

Всеки ръкав описва логаритмична спирала с разгъване около 12 градуса. Счита се, че има пет главни ръкава, които почват от центъра на галактиката. Имената им са (по схемата):
Външно от основните ръкави е Външният пръстен или пръстен Моносеръс. Това е пръстен от звезди около Млечния път, който се състои от газ и изхвърлени от галактиките си преди милиарди години.
Типично за повечето галактики, разпределението на масата в Млечния път е такова, че орбиталната скорост на повечето звезди не зависи силно от разстоянието им до центъра. Като се изключат галактическата издутина и външния пръстен, типичната звездна скорост е м/у 210 и 240 km/s. Оттук орбиталният период на една звезда е директно пропорционален само на дължината на изминатия път. Това се различава от Слънчевата система, където се очаква различните орбити да имат значително различни скорости. Тази разлика е едно от главните доказателства за съществуването на тъмна материя. Друг интересен аспект е проблемът с навиването на спиралните ръкави. Ако се сметне, че вътрешните части на ръкавите се въртят по-бързо от външните, то галактиката ще се завие дотам, че спиралната структура ще се изглади. Но това не се наблюдава при спиралните галактики; вместо това астрономите предполагат, че ръкавите се формират като резултат от плътна вълна от материя, излъчена от галактичния център. Резултатът е виден в няколко ръкава с много звезди и газ. Този процес се съгласува със засиленото образуване на звезди в съседните ръкави. Компресиращите вълни намаляват плътността на молекулярен водород и като резултат се формират протозвезди.

### Ореол (Хало)
Галактическият диск е заобиколен от сферичен ореол от стари звезди и кълбовидни купове, 90% от които лежат до 100 000 св. години, което предполага звезден диаметър на ореола от 200 000 св.години. Малко галактически купове са открити по-далеч, като PAL4 и AM1 на повече от 200 000 св. години от центъра. Докато в диска газ и прах замъгляват гледката до определена дължина на вълната, в сферичния компонент те липсват. В ореола няма активно звездообразуване. С откритието, че дискът на Андромеда (M31) се простира доста по-далеч от очакваното, вероятността дискът на нашата галактика да е по-голям, расте. Новооткритото удължение на ръкава Лебед подкрепя тази теза. С откритието на елиптичната галактика-джудже в Стрелец идва и откритието на тясна ивица галактически остатъци, които в полярната орбита на Стрелец и взаимодействието му с Млечния път раздалечават галактиката. Подобно, след като е открита галактика-джудже в Голямо куче, е открито също, че пръстен галактически останки, поради взаимодействието си с Млечния път, обгражда галактическия диск.
На 9 януари 2006 г., учени от Принстън обявяват откритието на голяма разсеяна структура в Млечния път (на площ 5000 пъти колкото пълнолуние), която не попада в дотогашните модели. Струпването на звезди е почти перпендикулярно на равнината на галактическите ръкави. Предполага се, че галактика-джудже се слива с Млечния път. Тази галактика е временно наречена звезден поток Дева и се намира в посока Дева на 30 000 св. години.

### Облак от антивещество
Смята се, че гамалъчевата карта на центъра на нашата галактика показва как частици на веществото и антивеществото – електрони и позитрони – се сблъскват помежду си и от анихилацията на двете групи частици се ражда лъчение с огромна енергия. Това подсказва, че от центъра на нашата Галактика изтича антивещество под формата на позитрони.

### Скрит придружител
В далечния край на централния Млечен път е открита малка галактика, наречена Миниатюрна сфероидна галактика Стрелец. Някога тя е била нашият най-близък галактичен съсед, но сега е разкъсана на части от мощната гравитация на значително по-големия Млечен път. При наблюдения през звездите на Млечния път е забелязано, че някои звезди от фона не се движат, както би трябвало. Галактиката е само на 80 хиляди светлинни години от нас.

### Звезди и планети
Млечният път съдържа най-малко 100 милиарда звезди но може да има и до 400 милиарда звезди. Точният им брой зависи от броя на джуджетата с малка маса, които са трудно откриваеми, особено на разстояние повече от 300 светлинни години от Слънцето. За сравнение, съседната галактика Андромеда съдържа около един трилион звезди
. Запълване на пространството между звездите става с диск от газ и прах, наречен междузвездна среда. Дебелината на този газов слой варира от стотици светлинни години при студен газ и хиляди светлинни години при топъл газ. Различни наблюдения показват, че може да има поне толкова планети, обвързани със звезди, колкото са звездите в Млечния път. Млечният път съдържа най-малко една планета на звезда, в резултат на което има 100 – 400 милиарда планети, според проучване на планетарната звездна система Кеплер-32 през януари 2013 г. в Кеплеровата обсерватория. Друг анализ на Келеровите данни през 2013 г. дава най-малко 17 милиарда планети с размера на екзопланети. На 4 ноември 2013 г. астрономи съобщават въз основа на данни от Кеплеровата космическа мисия, че може да има около 40 милиарда планети с големината на Земята, обикалящи в обитаемите зони на подобни на слънцето звезди и червени джуджета в галактиката Млечен път. 11 милиарда от тези планети могат да обикалят подобни на Слънцето звезди. Според учените, най-близката такава планета може да е на 12 светлинни години от нас. Планети с големината на Земята може да са по-многобройни, отколкото газовите гиганти. Освен екзопланети са открити и екзокомети.
Дискът на звездите в Млечния път не разполага с рязка граница, отвъд която няма никакви звезди. Вместо това, концентрацията на звезди намалява с увеличаване на разстоянието от центъра на Галактиката. По причини, които не са ясни, извън радиуса от приблизително 40 000 светлинни години (13 kpc) от центъра, броят на звездите на кубичен парсек намалява много по-бързо с радиуса. Около галактичния диск е галактичното хало на звезди и кълбовидни зведни купове, което се простира навън, но е ограничено по размер от орбитите на два спътника на нашата галактика, а именно големият и малък Магеланови облаци, чиито най-близък подход към центъра на галактиката е около 180 000 светлинни години (55 kpc).

#### Място на Слънцето в Млечния път
Слънцето (следователно също Земята и Слънчевата система) се намират близо до вътрешния кръг на Ръкава Орион на Галактиката, в Гулдовия пояс, на предполагаемо разстояние от 7,62±0,32 kpc (27200 ± 1100 светлинни години) от Галактическия център. Разстоянието между локалния и следващия ръкав навън, ръкава на Персей, е около 6500 светлинни години. Слънчевата система, се намира в т. нар. галактическа обитаема зона.
В рамките на мислена сфера с радиус от 15 парсека (49 светлинни години) около Слънцето има около 208 звезди, по-ярки от абсолютна величина 8,5, което прави плътност от една звезда на 69 кубически парсека, или една звезда на 2360 кубически светлинни години. От друга страна, има 64 известни звезди (от всякаква величина, без да броим четирите кафяви джуджета) в рамките на пет парсека (16 светлинни години) от Слънцето, които дават плътност от около една звезда на 8,2 кубически парсека или по една на 284 кубически светлинни години. Това илюстрира факта, че има много повече бледи звезди отколкото ярки звезди. По цялото небе има около 500 звезди, по-ярки от видима величина 4, но 15,5 милиона звезди по-ярки от видима величина 14.
Основната посока на движение на Слънцето е към звездата Вега, близо до съзвездието Херкулес, под ъгъл от около 60 градуса по небето от галактическия център. Галактическата орбита на Слънцето се очаква да бъде приблизително елипсовидна с добавянето на пертурбации, дължащи се на спиралните галактически ръкави и нееднородното разпределение на масата. В допълнение, Слънцето се колебае нагоре и надолу спрямо галактическата равнина, приблизително 2,7 пъти при една обиколка по орбитата, подобно на работата на прост хармоничен осцилатор. Някои хипотези свързват тези колебания с периодите на масово измиране на Земята. Въпреки това, повторен анализ на базата на CO данни не успява да намери корелация между двете .
Една обиколка около галактичния център отнема на Слънчевата система около 240 милиона години, период известен като галактична година. Смята се, че от образуването си Слънцето е извършило 18 – 20 обиколки.

## Среда
Млечният път и галактиката Андромеда са двойна система от гигантски спираловидни галактики. Заедно с техните съпътстващи галактики те формират Локална група, група от около 50 близко обвързани галактики. Локалната група е част от суперкупа Дева.
В орбита около Млечния път се намират две по-малки галактики и известен брой галактики-джуджета от Локалната група. Най-голямата от тези галактики е Големият Магеланов облак с диаметър 20 000 светлинни години. Неин близък спътник е Малкият Магеланов облак. Магелановият поток е необичаен стълб от неутрални водородни газове, свързващи тези две малки галактики. Смята се, че стълбът е извлечен от Магелановите облаци при вълнови взаимоотношения между тях и Галактиката. Някои от галактиките-джуджета в орбита около Млечния път са джуджетата Голямо куче (най-близка), елиптична галактика Стрелец, Малка мечка, Скулптор, Секстант, Пещ и Лъв. Най-малките галактики-джуджета в Млечния път са само 500 светлинни години в диаметър. Това са джуджетата Кил, Дракон и Лъв II. Възможно е да има все още неотбелязани галактики-джуджета, които да са динамично свързани с Млечния път. Наблюдения в зоната на отбягване често откриват нови далечни и близки галактики. Някои галактики, съдържащи предимно газове и прах, може също да са убягвали от наблюденията.
През януари 2006 г. изследователи докладват, че необяснимото дотогава извиване в диска на Млечния път вече е картографирано и се счита, че е пулсиране или вибрация, породена от Големия и Малкия Магеланови облаци, тъй като те кръжат около Галактиката, пораждайки вибрации на определени честоти, когато преминават през краищата ѝ. Преди тези две галактики, около 2% от масата на Млечния път, са били считани за прекалено малки, за да влияят на Галактиката. Въпреки това, взимайки предвид черната материя, движението на тези две галактики създава последици, които влияят на по-голямата част от Млечния път. Взимайки черната материя под внимание, резултатите са приблизително двадесетократно увеличение на масата на Галактиката. Това изчисление е спрямо компютърен модел, направен от Мартин Вайнберг от Масачузетския университет. В този модел тъмната материя се разпростира навън от диска на Галактиката с познатия пласт газ. Като резултат моделът предвижда, че гравитационният ефект на Магелановите облаци е увеличен, когато те преминават през Галактиката.
Сегашните измервания предполагат, че Андромеда приближава със скорост от 100 до 140 km/s. Млечният път може да се сблъска с нея след 3 до 4 милиарда години в зависимост от важността на непознатите ни странични компоненти на относителното движение на галактиките една спрямо друга. Счита се, че ако се сблъскат, Слънцето и други звезди от Млечния път най-вероятно няма да се ударят в тези от Андромеда, но двете галактики ще се слеят в една елиптична галактика за период от около един милиард години.